# Apia

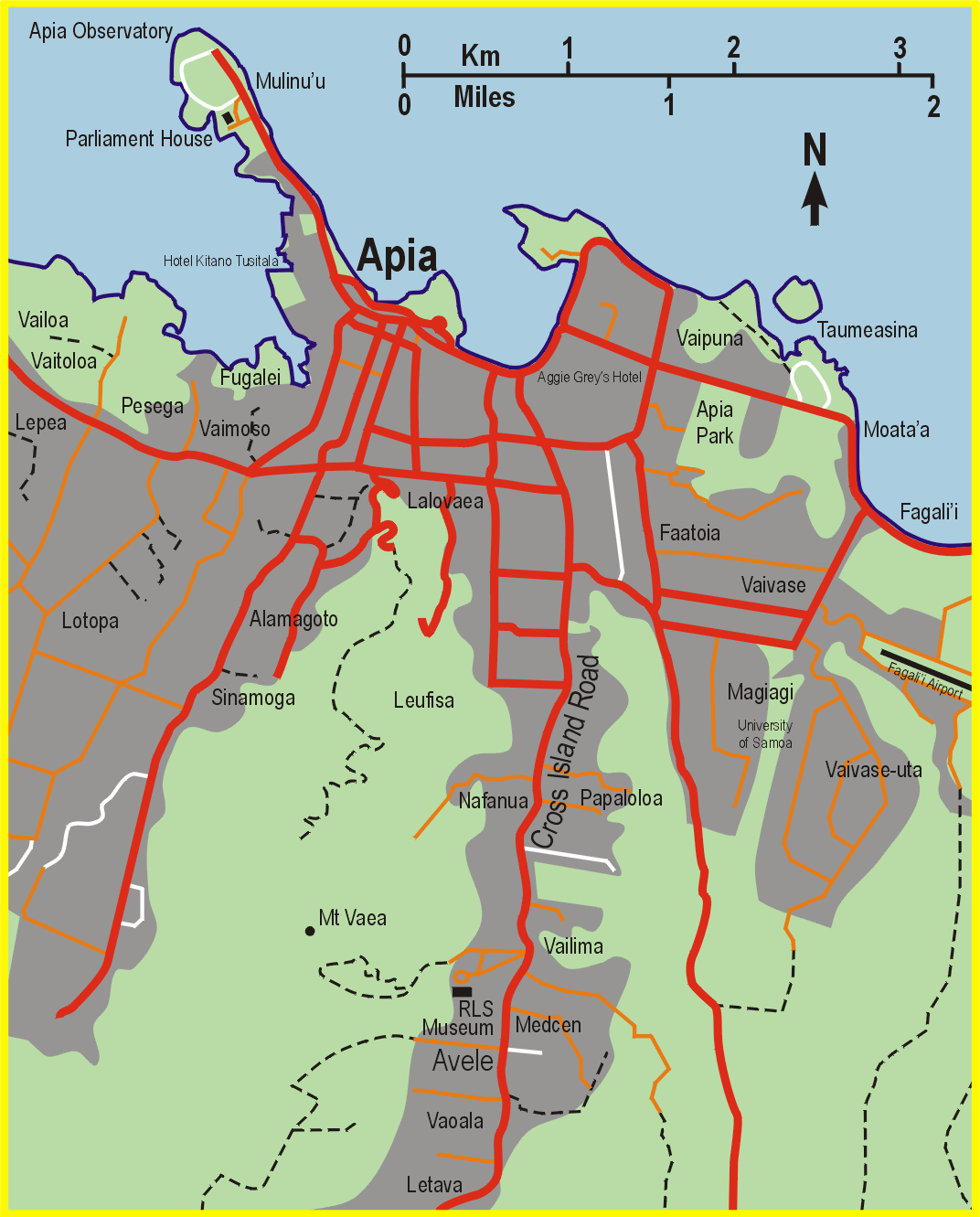
Apia

Apia – stolica i jedyne miasto Samoa. Położone na północnym brzegu wyspy Upolu, jest także największym portem Samoa. Według danych z 2016 roku miasto liczy ponad 35 tys. mieszkańców. Na półwyspie Mulinuu znajduje się siedziba Rady Ustawodawczej, rozgłośnia radiowa i obserwatorium.

## Położenie geograficzne
Apia jest położona na współrzędnych 13°50′S 171°50′W/-13,833333 -171,833333, usytuowana w naturalnym porcie.

## Historia
XIX-wieczny szkocki pisarz Robert Louis Stevenson spędził ostatni rok swojego życia w Apii, a jego dom, Vailima, jest obecnie rezydencją głowy państwa. Stevenson jest pochowany na górze Vaea, która wznosi się na wysokość 460 metrów na południowych obrzeżach miasta. W okresie kolonialnym silny tajfun uderzył w wyspę w marcu 1889 r., niszcząc sześć okrętów wojennych (trzy niemieckie, trzy amerykańskie) na redzie Apia; uciekł tylko brytyjski statek Calliope. 29 września 2009 r. archipelagiem Samoa wstrząsnęło podmorskie trzęsienie ziemi o magnitudzie 8,3, którego centrum znajdowało się około 120 mil (190 km) na południe na Oceanie Spokojnym. Trzęsienie wygenerowało tsunami, które zalało wyspy Samoa kilkoma falami i spowodowało rozległe szkody, spłaszczając wioski na wyspach i zabijając dziesiątki ludzi.

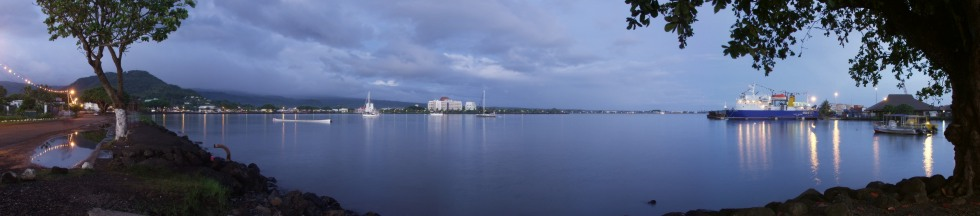
Zatoka Apia o świcie, podczas Święta Niepodległości w 2003 roku.